# Ilhas Três Reis

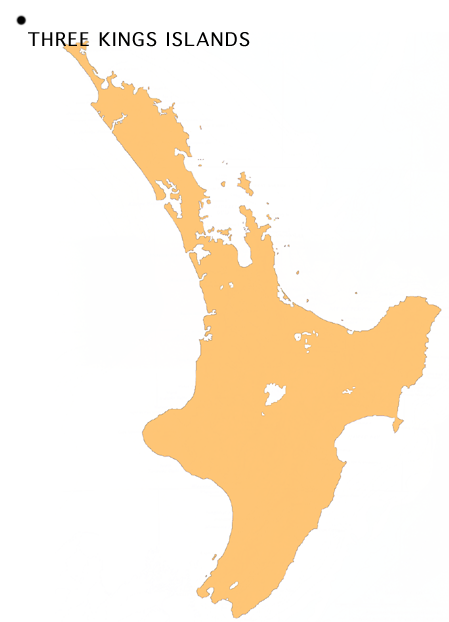
Localização das ilhas Three Kings.

As Ilhas Três Reis (em inglês:  Three Kings Islansd) são um arquipélago no extremo norte da Nova Zelândia.
As ilhas ficam a cerca de 55 km da Ilha do Norte e são praticamente desabitadas. De todas as ilhas mais setentrionais da Nova Zelândia, as Três Reis são as mais isoladas. O arquipélago é constituído por 4 ilhas principais. No total há 13 ilhas e a sua área chega a 4.86 km².

## Descrição
Resumo extraído de "Prehistoric Archaeological Sites on the Three Kings Islands" de Bruce W. Hayward.

### Ilha South West
A Ilha South West, que abrange aproximadamente 28 hectares e tem forma oval, possui uma vegetação variada dominada por linho, ervas autóctones e arbustos ocasionais. Cercada por falésias, a maior parte da ilha é inacessível, exceto em certos lugares onde a navegação através da vegetação é possível. Sua composição geológica, principalmente de greywacke semelhante à de Great Island, apresenta uma variedade de estruturas de falésias. A ascensão revela uma variedade de espécies vegetais, culminando no topo da rocha de lava andesítica. A ornitologia da ilha inclui diversas aves terrestres como o rato, os guarda-rios e as caturras, assim como uma população limitada de petréis. Observações de outras espécies animais como moluscos e insetos são documentadas. Embora não haja evidência de uma ocupação anterior pelos maoris, relatos históricos sugerem a chegada de uma família maori. A introdução de cabras em 1889 não permitiu sua sobrevivência na ilha.

### Ilha North East
A Ilha North East, inexplorada e sem um desembarque prévio conhecido, é brevemente descrita por Cheeseman
 como rochosa e íngreme, o que desencoraja as tentativas de alcançar seu cume. No entanto, numa manhã favorável, o reconhecimento próximo a partir de um iate revela pontos de acesso difíceis devido a cornijas salientes. Pousos bem-sucedidos são realizados na ponta sul, que apresenta falésias abruptas, musgos, liquens, juncos e diversas espécies vegetais. O planalto abriga uma notável moita de puka, aberta e semelhante a um parque. Foram descobertos sinais de ocupação maori, indicando que a ilha foi habitada pelo menos até 1793. A fauna da ilha inclui um número limitado de aves autóctones, ninhos de petréis, estorninhos e melros. Placostylus bollonsi está presente em toda a ilha e rastros de terraços maoris sugerem atividade humana histórica.

### Ilhas Princes
As Ilhas Princes, que formam um arco entre as ilhas West e South West, consistem em cinco ilhotas e rochas menores isoladas. Com falésias íngremes e uma altura média de cerca de 30 metros, as ilhotas maiores abrigam uma vegetação dispersa composta por Disphyma australe, linho, juncos e taupata anão. Um desembarque bem-sucedido numa ilhota revela uma variedade de espécies vegetais, enquanto colónias de aves, especialmente alcatrazes e gaivotas, podem ser observadas. A estrutura geológica, identificada como lava andesítica, indica uma origem vulcânica diferente das ilhas maiores. A Ilha West, triangular e acidentada, não foi explorada devido a condições meteorológicas desfavoráveis, mas sua costa está sendo estudada para um possível desembarque. Encontram-se arbustos de puka, pohutukawa, kanuka e possivelmente Coprosma macrocarpa ou Melicope ternata. As tentativas de instalar um farol em West Island foram obstaculizadas pela sua íngreme, razão pela qual se apoiaram na estação de rádio de Cape Maria. O texto termina reconhecendo a experiência de Magnus Johnson e da sua equipa na manipulação de pequenas embarcações em condições difíceis durante as visitas às ilhas.

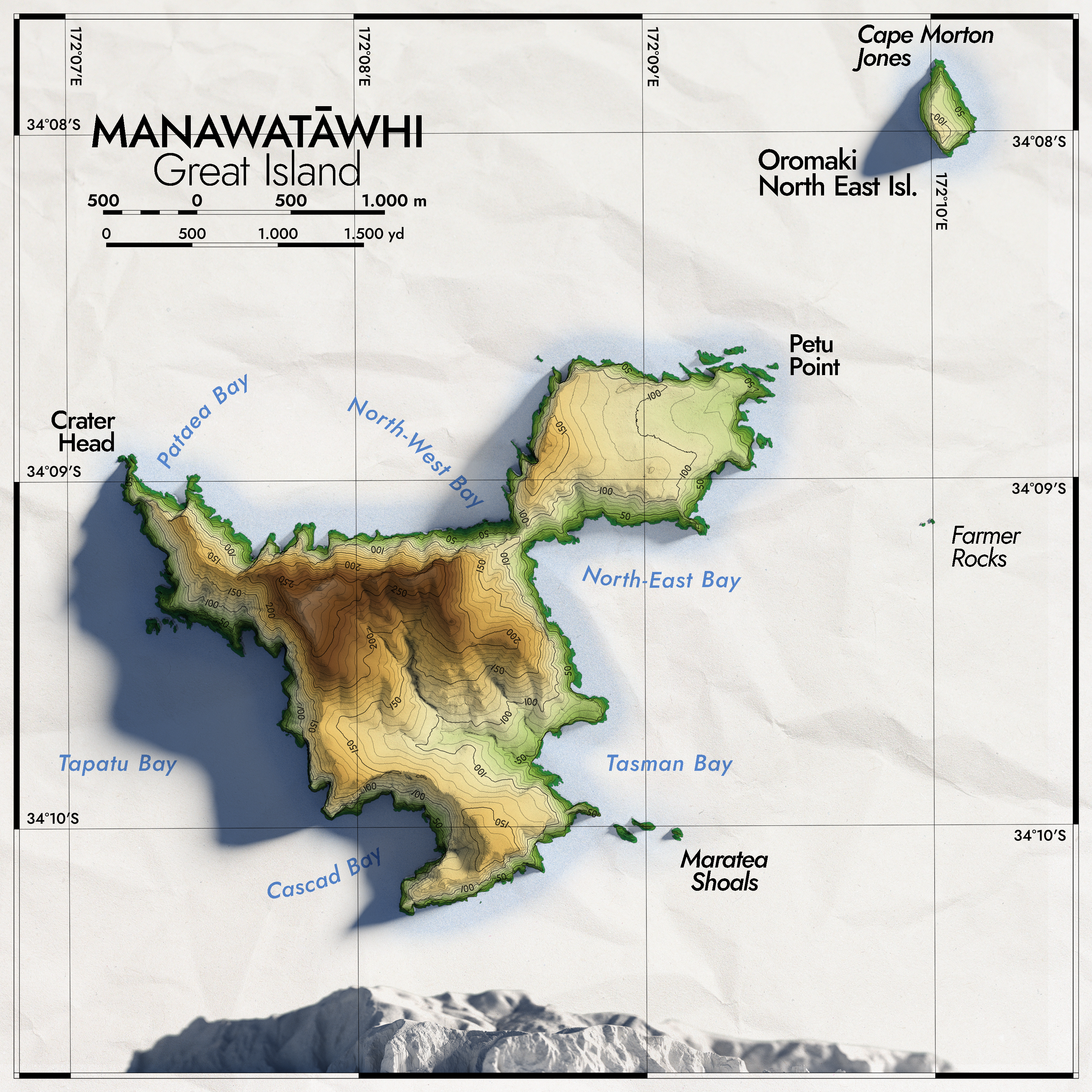
Mapa topográfico de Manawatāwhi / Ilha Grande

## Arqueologia e História
A história tradicional da presença pré-histórica nas ilhas Three Kings está envolta em registos históricos limitados, oferecendo escassas indicações sobre o estilo de vida e as atividades dos primeiros habitantes. Tom Bowline, o último habitante maori conhecido, narrou que as ilhas abrigavam em algum momento cerca de cem pessoas, lideradas por Toumaramara. Tragicamente, esta comunidade foi atacada e massacrada por um grupo de Aupouri, liderado por Taiakiaki, no final do século XVIII (Cheeseman).
As observações europeias que precederam este evento infeliz em pelo menos um século oferecem uma visão dos desafios enfrentados pelos exploradores. Em janeiro de 1643, Abel Tasman ancorou em frente às ilhas e tentou desembarcar, mas encontrou hostilidade por parte da população maori local. O diário de Tasman assinala a ausência de habitação, exceto água doce no Vale de Tasman. As visitas europeias posteriores de Marion du Fresne em 1772 e de d'Entrecasteaux em 1799 proporcionaram mais observações sobre os habitantes e as atividades das ilhas (Heeres 1898; Roth 1891).
Entre 1800 e 1830, ocorreram visitas ocasionais às Three Kings por parte de grupos Aupouri, mas nenhuma instalação permanente teve lugar durante esse período. Somente na década de 1830 que Tom Bowline e sua família, descendentes de Toumaramara, se estabeleceram em Great Island, criando grandes jardins. No entanto, em 1840, os últimos residentes maoris tinham deixado as Three Kings (Cheeseman, cit opt.).
A introdução das cabras no século XIX teve um impacto significativo na vegetação e nas características arqueológicas da ilha. Fraser listou em 1929 os primeiros vestígios arqueológicos, enquanto Archey, em 1948, documentou fragmentos de totara esculpidos e caixões funerários provenientes de cavernas funerárias. As visitas e observações posteriores de arqueólogos forneceram planos detalhados dos elementos de alvenaria em várias vales (Fraser 1929; Archey 1948).
Observações mais recentes foram feitas durante visitas organizadas pelo Offshore Islands Research Group em dezembro de 1982 e novembro-dezembro de 1983. As características arqueológicas de North East Island, Great Island, Tasman Valley, Castaway Valley e outros locais foram documentadas durante essas visitas (Offshore Islands Research Group). A interpretação das evidências arqueológicas sugere que os maoris pré-históricos utilizaram amplamente as ilhas Three Kings para agricultura, habitação e pesca. A ausência de estruturas defensivas sugere que os maoris consideravam o isolamento natural e as defesas das ilhas suficientes para se protegerem.
Hayward conduziu em 1985 um estudo arqueológico abrangente nas ilhas Three Kings, fornecendo informações valiosas sobre o uso pré-histórico das ilhas pelos maoris (Hayward 1985). As pesquisas abrangeram vários locais em Great Island, South West Island, Princes Islands e West Island. Os elementos arqueológicos descobertos destacaram vários aspectos da vida pré-histórica, incluindo habitações, culturas e seu impacto no biota.
Na ilha Great, o Vale de Tasman apresentava evidências substanciais de atividade pré-histórica. Elementos arqueológicos, incluindo amontoados de pedras e terraços alongados, foram observados no curso superior e médio do vale. Observações anteriores de Fraser sugeriam uma área considerável de cultivo pré-histórico, estimada em cerca de 30 hectares. Além disso, foram identificados locais com trincheiras retas e terraços menores e dispersos, indicando modos diversificados de uso da terra.
É na vale de Castaway, em Great Island, que se encontra a maior concentração de pedras e terraços. O flanco da colina apresentava muitos terraços com muros de contenção de pedra, indicando uma modificação intensiva das terras para a agricultura. Despontam terraços proeminentes, sugerindo a presença de habitações nessa área.
A parte nordeste de Great Island, especialmente as encostas acima de South East Bay, exibe vestígios de pequenos terraços e depósitos de conchas dispersos, indicando potenciais locais de habitação. A ausência de estruturas defensivas nas ilhas sugere que a população maori contava com o isolamento natural e as defesas proporcionadas pela paisagem.
West East Island, a segunda maior ilha do grupo, exibe características arqueológicas na crista sul, incluindo terraços artificiais com muros de contenção de pedra. A topografia difícil e os pontos de acesso limitados da ilha West sugerem que ela poderia ser utilizada para atividades temporárias, possivelmente durante a temporada de caça ao carneiro.
As ilhas Princes, ilhéus rochosos situados entre as ilhas South West e West, não revelaram vestígios arqueológicos significativos. Embora os desembarques tenham sido possíveis no lado norte de alguns ilhéus, nenhuma descoberta conclusiva foi relatada pela equipe de pesquisa de 1983 (Offshore Islands Research Group).
A interpretação da arqueologia por Hayward destacou aspectos chave da vida pré-histórica nas ilhas Three Kings. A ausência de estruturas defensivas sugere a falta de ameaças percebidas, e a distribuição das características arqueológicas indica uma utilização estratégica da paisagem para cultivo e habitação.

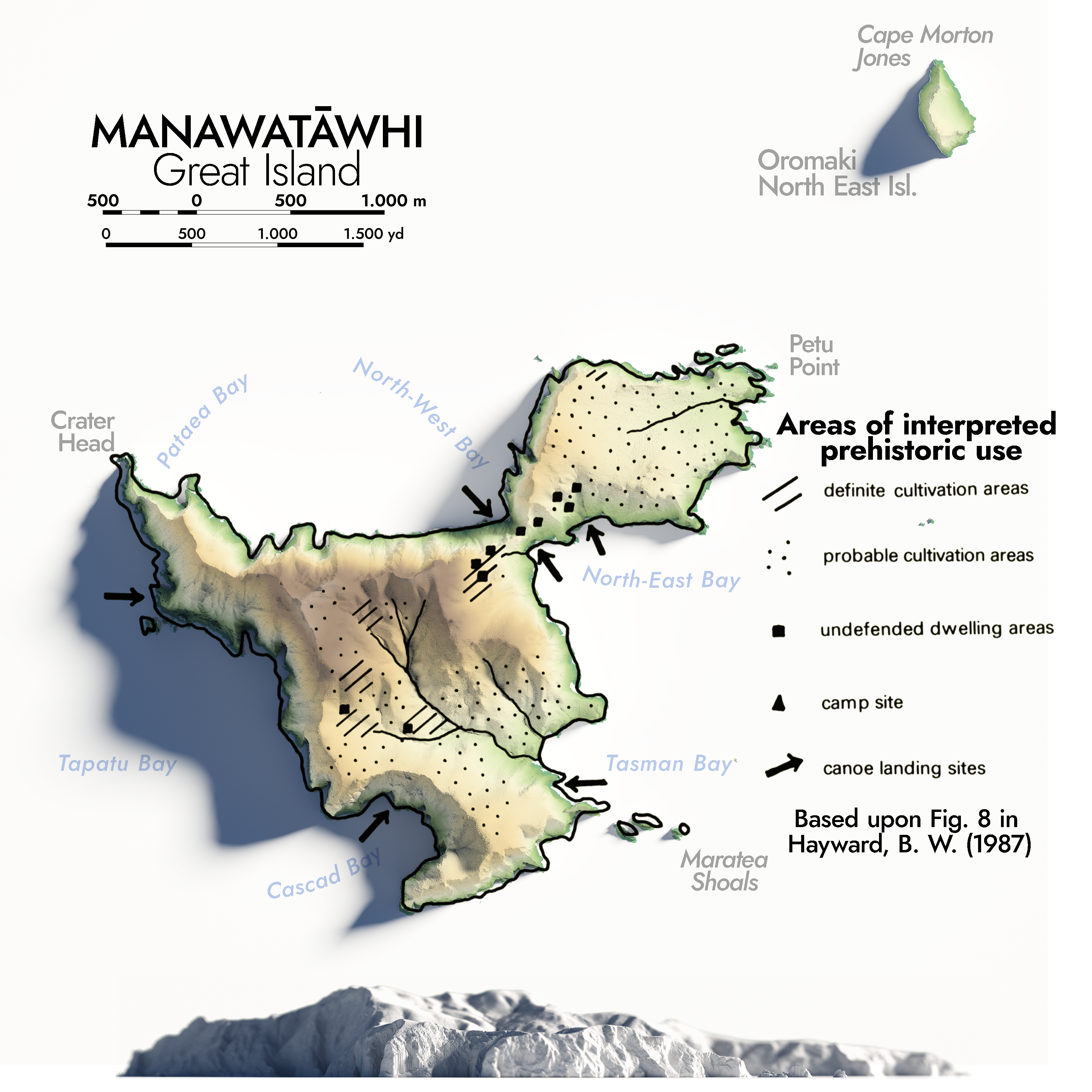
Mapa das zonas de utilização pré-histórica interpretada, sobreposição da Fig. 8 de Hayward, B. W. (1987) num mapa moderno.

As evidências arqueológicas sugerem que a população maori pré-histórica nas ilhas Three Kings era provavelmente limitada, com uma estimativa de menos de 100 indivíduos. O impacto de suas atividades no biota, especialmente o desmatamento intensivo das florestas costeiras, teve consequências ecológicas duradouras, resultando na redução e extinção potencial de espécies vegetais e animais endêmicos.
O estudo meticuloso de Hayward, apoiado por documentos históricos e observações de campo, permite compreender a presença pré-histórica dos Maoris nas ilhas Three Kings, enfatizando sua capacidade de adaptação ao ambiente desafiador da ilha.
Os primeiros relatos e observações de Fraser (1929, cit. opt.), incluindo ideias sobre a natureza generalizada das características arqueológicas, oferecem um contexto histórico valioso para o estudo. A presença de cavernas funerárias em Great Island, relatada por Archey (1948, cit. opt.), acrescenta profundidade arqueológica adicional, com a descoberta de esculturas em totara e restos humanos.
Baylis contribuiu em 1948 para a compreensão da vegetação de Great Island, oferecendo uma visão do contexto ecológico das atividades pré-históricas dos Maoris (Baylis 1948). As notas detalhadas de Cheeseman, entre 1888 e 1891 nas ilhas Three Kings, fornecem perspectivas históricas sobre a flora e fauna das ilhas, oferecendo uma perspectiva comparativa para avaliar as mudanças ecológicas ao longo do tempo (Cheeseman 1888; Cheeseman 1891, cit opt.).
O relato histórico de La Pérouse, que narra uma viagem ao redor do mundo, oferece uma visão do aspecto das ilhas no final do século XVIII. Os primeiros documentos europeus e a história tradicional maori, mencionados na interpretação da dinâmica das populações pré-históricas, são evocados sem serem explicitamente citados. Essas fontes contribuem para uma compreensão histórica e ecológica mais ampla das ilhas Three Kings (La Perouse 1799, cit opt.).